# Texas Medication Algorithm Project

George W. Bush, alors qu'il était gouverneur du Texas, a proposé de promouvoir les programmes de diagnostic de troubles mentaux et de prescription des nouvelles générations d'antidépresseurs.
Il a ainsi lancé la New Freedom Commission on Mental Health, en avril 2002, dont l'objectif était de réaliser une étude sur le système délivrant des soins en psychiatrie aux États-Unis et d'énoncer un certain nombre de recommandations.
À la suite des recommandations de cette commission formulées en juillet 2003, George W. Bush a encouragé le diagnostic des troubles mentaux au sein de la population du Texas, y compris chez les enfants de bas âge. (puisque d'après cette commission, les écoles constituaient des institutions clés pour diagnostiquer les troubles affectifs et comportementaux de 52 millions d'étudiants et 6 millions d'adultes travaillant dans le milieu éducatif) et mis en place le Texas Medication Algorithm Project (TMAP). Ce Texas Project a surtout visé à encourager les prescriptions plus coûteuses des nouvelles générations d'antidépresseurs.